# Recettori attivati da proliferatori perossisomiali
I recettori attivati da proliferatori perossisomiali (PPAR) sono recettori che appartengono alla superfamiglia dei recettori nucleari e in particolare della classe 2 che devono eterodimerizzare con monomeri RXR. Qui gli RXR sono permissivi ovvero l'eterodimero può essere attivato sia da agonisti per il monomero RXR che da agonisti per il monomero PPAR (al contrario di quando accade per altri recettori nucleari es. della vitamina D o degli ormoni tiroidei che possono essere attivati solo dalla vitamina D o dagli ormoni tiroidei ma non da agonisti RXR. Gli RXR sono detti in questo caso non permissivi).
Sono recettori particolari in quanto i ligandi non sono ormoni proteici o lipidici ma sono lipidi dietari oppure lipidi endogeni ancora da ben identificare. Fungono in un certo senso da sensori di lipidi endogeni.
Sono stati chiamati così dopo che si vide che ligandi esogeni per questi recettori (fra cui epatocarcinogeni e altre sostanze come il clofibrato) inducevano proliferazione perossisomiale in fegato di ratto

## Isoforme recettoriali
Si riconoscono 3 isotipi codificati da tre geni diversi: alfa, beta/delta e gamma. Il doppio nome beta/delta deriva dal fatto che prima ne venne identificato uno in oociti di Xenopus e chiamato beta. Ne venne identificato poi uno in topi e altri mammiferi (compreso l’uomo) a cui venne dato il nome delta. Studi successivi hanno dimostrato essere omologhi per cui si usa la doppia indicazione beta/delta. Le tre isoforme hanno 3 differenti distribuzioni tissutali e funzioni ma i generale si può dire che regolino il metabolismo (e non solo.)

## Ligandi endogeni dei recettori PPAR
I ligandi endogeni sono ancora per lo più oscuri. In realtà molti sono stati identificati con studi di binding e anche con affinità elevate ma il loro ruolo fisiologico ancora deve essere chiarito come deve essere chiarito se la loro quantità intracellulare arriva a concentrazioni tali da svolgere azioni di agonismo recettoriale oppure no. I legandi endogeni comprendono: 
- acidi grassi a catena media e lunga
- vari eicosanoidi e loro metaboliti enzimatici e non enzimatici. Uno fra questi, il più famoso e potente è la prostaglandina J2-15-deossi-delta-12,14, derivante dalla deidratazione della PGJ2 a sua volta derivante dalla deidratazione della PGD2.
- Interessante agonista è l’acido nitrolinoleico derivante dalla nitrazione dell'acido linoleico. È un potentissimo attivatore di gamma. Interessante perché associa infiammazione o comunque stress nitrosativo con i PPAR.

## PPAR alfa
I primi ad essere stati identificati nel 1990. Sono presenti soprattutto nel fegato e nei tessuti con elevato catabolismo degli acidi grassi come cuore, muscolo scheletrico, grasso bruno e reni. Ligandi: LTB4 e fibrati.
L'attivazione recettoriale, porta a livello epatico a questi fenomeni:
- aumento sintesi LPL con riduzione contenuto di trigliceridi nelle lipoproteine
- aumenta sintesi trasportatori di acidi grassi sulla membrana
- aumenta beta e omega ossidazione di acidi grassi
- stimola chetogenesi
- potenzia catabolismo aminoacidico, ciclo dell’urea e gluconeogenesi
- aumentano sintesi di HDL-C soprattutto grazie all’aumento dell’espressione di Apo AI e AII che costituiscono le HDL
- riducono sintesi di Apo C-III (inibitrice della sintesi e della clearance di varie lipoproteine)
- riduce adiposità che comporta aumento della sensibilità all’insulina
- effetti antinfiammatori che hanno un ruolo protettivo nel sistema cardiovascolare (basta pensare alla frazione infiammatoria dell’aterosclerosi)

Per questi effetti o parte di essi (riduzione trigliceridemia, aumento HDL e protezione cardiovascolare) i fibrati, gli agonisti di PPAR alfa, sono utili nel trattamento delle dislipedemie e negli individui diabetici.

## PPAR gamma
Ligandi endogeni sembrano essere molti ma il più potente sembra essere la prostaglandina PGJ2-15-deossi-delta-12,14. 
Sono il principale bersaglio dei tiazolidinedioni (TZD), chiamati anche glitazoni, farmaci antidiabetici usati per diabete di tipo 2.
Se stiliamo una classifica in termini di espressione di PPARgamma al primo posto c’è il tessuto adiposo, al secondo il colon e al terzo i reni, al quarto il fegato (almeno in termini di mRNA codificante i recettori).

### Ruolo nell'adipogenesi
È il principale o almeno uno dei principali regolatori dell’adipogenesi. Durante la differenziazione di preadipociti in adipociti maturi (bianchi o bruni) si ha un aumento dell’espressione di PPARgamma.
È stato dimostrato che facendo esprimere PPAR ectopico in cellule non adipose es. fibroblasti si ha accumulo di gocce di trigliceridi nelle cellule.
Determina lipolisi del grasso viscerale ma lipogenesi del tessuto adiposo sottocutaneo (quindi globalmente si ha rimodellamento) ed è per questo che i TZD da soli non hanno grossi effetti sul peso dell’individuo visto che “spostano” sostanzialmente i grassi.

### Ruolo nell'insulino-resistenza
Mutazioni di PPAR in roditori e nell’uomo sono associati nell’insulino resistenza e TZD, agonisti PPARgamma, la riducono.
Il principale bersaglio a cui è dovuta la riduzione di insulino resistenza e in generale degli effetti antidiabetici dei TZD è il tessuto adiposo (infatti in topi geneticamente lipodistrofici i TZD non funzionano). L’azione su muscolo scheletrico diretta è minima (ha pochi PPARgamma), sul fegato l’azione diretta è maggiore rispetto a quella del muscolo visto il maggior numero di recettori ma sembra comunque preponderante l’azione indiretta mediata dal tessuto adiposo.
Nella sindrome metabolica e nel diabete 2 c’è aumento plasmatico di acidi grassi liberi e deposizione di lipidi in tessuti diversi dall’adiposo come fegato e muscolo scheletrico. L’accumulo tissutale di acidi grassi è associato all’insulino resistenza.
L'attivazione di PPARgamma a livello del tessuto adiposo porta a:
- Aumentano uptake di acidi grassi e colesterolo e lipogenesi nel tessuto adiposo: si ha depauperamento di grassi nei tessuti extraepatici con miglioramento della sensibilità all’insulina nel fegato e nel tessuto muscolare.
- Modulazione della produzione di adipochine: varie sostanza proteiche ad azione autocrina, paracrina e endocrina. Fra queste induce l'adiponectina potenziante la sensibilità all’insulina, inibisce la sintesi di citochine associate ad insulino resistenza quali TNFalfa e resistina. Inibisce sintesi di MCP-1, potente proteina chemiotattica per monociti-macrofagi.

Agonisti PPARgamma inoltre direttamente determinano lo shift macrofagico dal fenotipo definito M1, infiammatorio, con secrezione di TNFalfa e IFNgamma al fenotipo M2, anti-infiammatorio che libera IL-10 e sintetizza arginasi 1 (che rende mene disponibile substrato a NO sintasi quindi all'infiammazione).

## PPAR delta
Sono stati a lungo i meno studiati e capiti ma esistono maggiori informazioni in letteratura scientifica. Usando agonisti selettivi si è capito che hanno effetti comuni sia a PPARalfa che a PPARgamma.
- aumentano HDL con aumento di ApoAI e ApoAII e ApoCIII
- riducono trigliceridemia
- riducono LDL
- aumentano trasportatore per il colesterolo (che estrude colesterolo dalle cellule) in molti tessuti
- inibiscono trascrizione di NPC1L1 ovvero riducono l’assorbimento di colesterolo assunto con la dieta.

### Attivazione PPAR-delta e azioni
L'attivazione dei recettori PPAR-delta in vari organi conduce ai seguenti effetti:
- Tessuto adiposo: aumentano espressione di lipoproteina lipasi, enzimi della beta ossidazione e UCP quindi termogenesi.
- Muscolo scheletrico: è il PPAR predominante nel muscolo scheletrico. Agonisti PPAR delta determinano un aumento del catabolismo di acidi grassi nelle fibre. Determinano la conversione di fibre di tipo II glicolitiche (che si basano su metabolismo glucidico) in fibre di tipo II definite ossidative, che usano soprattutto beta ossidazione per produrre acetil-coA ed energia. Si ha quindi in effetto di riduzione della massa grassa visto il maggiore consumo di acidi grassi e trigliceridi dl tessuto adiposo.
- Muscolo cardiaco: anche qui aumenta uptake e ossidazione acidi grassi. È stato chiarito come quest’azione di essenziale. È stato visto che se nel cuore viene ridotta la beta ossidazione e deve appoggiarsi su glicolisi per la sintesi di energia, il cuore soffre con alterazione anatomo-funzionale dell’organo in particolare diventa insufficiente.
- Fegato: riduzione output di glucosio e aumento dello shunt dei pentosi-fosfato.
- Macrofagi: shift da fenotipo infiammatorio a fenotipo antinfiammatorio (da M1 a M2).

## PPAR e patologie

### PPAR e aterosclerosi
L’associazione tra PPAR e azione anti-aterosclerotica è assodata solo per i PPARalfa per i loro effetti sulla dislipidemia ma anche diretti (azione antinfiammatoria): Per PPAR gamma e delta l’associazione nell’uomo ancora non è chiara. In vitro e su animali però l’azione antiaterosclerotica sembra esserci ed è anche potente. Con inibizione fattori di adesione a livello endoteliale, aumento sintesi di NO e prostaciclina, shift del fenotipo macrofagico da pro ad antinfiammatorio, inibizione sintesi di metallo proteasi della matrice necessarie per migrazione cellule immunitarie per degradazione della capsula fibrosa dell’ateroma che porta a formazione di trombo, inibizione crescita muscolatura liscia, aumento della sintesi di scavanger di lipoproteine nei macrofagi ecc.

### PPAR alfa e tumori
I fibrati inducono differenziamento e riducono proliferazione in molti tipi di tumori con meccanismo ancora poco chiari. Provati per tumori cutanei, colon, endometrio e seno sia in vitro che in vivo.